# Дунав осигурање
Дунав осигурање је српско осигуравајуће друштво.

## Историјат

### Оснивање компаније
Прва српска осигуравајућа установа, „Београдска задруга“, основана је 1897. Почетком 20. века основано је још неколико друштава, која су уз испоставе иностраних, радила практично све до Другог светског рата.
После Другог светског рата и промена изазваних социјалистичком револуцијом, послови осигурања прешли су у домен државе, и 1945. године основан Државни завод за осигурање и реосигурање, спајањем предратних осигуравајућих кућа „Дунав“, „Елементар“ и „Винерштедише“. Завод је имао три основне функције: осигурање државне и јавне имовине од пожара и других ризика, спровођење свих врста обавезног осигурања и реосигурање. Кроз промене устава и политичких услова, мењане су тарифе премија и вршене ревизије правила осигурања, а само осигурање се децентрализовало, тако да је 1968. године опет на снагу ступио супротни процес у коме је 128 завода и 7 заједница осигурања интегрисано у 11 осигуравајућих завода. Међу њима били су и „Београд“ и „Југославија“, чијом је интеграцијом 1974. настао ЗОИЛ „Дунав“. Од 1990. године завод мења име у „Деоничко друштво за осигурање Дунав а. д.“, са потпуном одговорношћу, а потом постаје „Компанија Дунав осигурање“, као централни део „Дунав групе“, уз неколико зависних предузећа. Од 1992. године, логотип Дунав осигурања са територијом претходне Југославије престао је да важи, јер је држава престала да постоји у том облику.

## Дунав осигурање данас
Дунав осигурање је данас модерна компанија, лидер на српском тржишту осигурања, и једина српска компанија регистрована за све врсте осигурања у земљи. Са 29 главних филијала и око 600 продајних места, Дунав осигурање има снажну пословну мрежу која се непрестаним усавршавањем пословања и развитком информационог система приближава стандардима великих европских осигуравајућих компанија.
Дунав осигурање има пет зависних предузећа: 
- Дунав Ре[3] - реосигурање
- Дунав пензије[4]- пензијски фонд
- Дунав ауто[5]- продаја, одржавање и изнајмљивање моторних возила, технички преглед, помоћне активности у осигурању
- [6]- брокерско-дилерско друштво
- Дунав осигурање Бања Лука[7]— осигуравајуће друштво са седиштем у Републици Српској (Босна и Херцеговина)

Акције Дунав осигурања су котиране на Београдској берзи са симболом DNOS.

## Дан Компаније Дунав осигурање
Дан Компаније је 31. мај, када се организује пригодна свечаност за осигуранике и запослене у Компанији. Том приликом се додељују признања и награде запосленима и лојалним осигураницима.
Компанија је бебама рођеним 31. маја 2021. широм земље пожелела добродошлицу тако што их је даровала вредним поклонима и обезбедила им гратис полису стипендијског осигурања у вредности од 500 евра.

## Друштвено одговорно пословање
Компанија у складу са концептом друштвене одговорности додељује донације, равномерно распоређујући средства у различитим областима као што су здравство, образовање и др. Такође, Дунав осигурање одобрава спонзорства у области културе и спорта. Компанија најбољим ученицима и спортистима исплаћује стипендије. Постоји и посебна секција Дунав Арс која се бави уметношћу, пре свега сликарством, вајарством, поезијом и фотографијом и у холу Компаније, у Македонској 4., током године организује бројне изложбе различитих еминентних уметника. Компанија је својевремено свој објекат, кафану Грмеч у строгом центру Београда, уступила сликарима да је користе као атеље.
Компанија је у 2019. години донирала више од 1.000.000 ЕУР за децу.
У 2022. години извршена је конверзија друштвеног капитала у 70% државни Републике Србије, 25% акције запосленима у складу са годинама радног стажа и 5% Акционарски фонд.

## Дунав Life Club
Верним осигураницима Компанија Дунав осигурање поклања картицу којом они постају један од чланова Дунав Life Cluba, којих има преко 20.000 у 2016. години. Број картица је лимитиран. Корисници картице могу остварити бројне погодности на више од 100 продајних места широм Србије као и бројне попусте у Компанији Дунав осигурање. По овоме је Компанија јединствена у Србији и свету.

## Чуваркућа
У Компанији Дунав осигурање у 2016. години направљен је сасвим нов производ, који до сада није постојао на српском тржишту осигурања и зове се Чуваркућа. Постоје два пакета осигурања домаћинства - основни и де лукс. Основним пакетом је покривено 5 основних ризика (пожар, лом машина, лом стакла, изливање воде из инсталација, провална крађа и разбојништво), а у де лукс пакет се може додати још 7 ризика (земљотрес, поплава, општа одговорност, инвалидитет као последица незгоде, смрт као последица незгоде, ризици изненађења, удар непознатог моторног возила у осигурани грађевински објекат) које осигураник жели да покрије полисом осигурања.

## Cancer protect
У 2017. години направљен је нов производ, јединствен на српском тржишту осигурања - Cancer protect.

## Други о Компанији
Компанија је добитник награде "Миљеник потрошача" за 2021. годину. У организацији удружења "Моја Србија" у конкуренцији од 1.500 брендова у 30 категорија номиноване су најпознатије домаће компаније, које су грађани, наградили за квалитет, препознатљивост и друштвену одговорност. Признање "Миљеник потрошача" додељено је на основу гласова потрошача, с циљем подстицања здраве конкуренције међу компанијама и стварањем препознатљивог и престижног бренда у који ће грађани имати поверење.
У организацији удружења „Моја Србија", и уз подршку Града Београда, додељена су, по једанаести пут, признања за најбоље домаће производе и брендове „Мој избор". Компанија „Дунав осигурање" је у категорији „Осигуравајућа друштва" гласовима потрошача већ четврту годину изабрана за омиљени бренд и поносно је понела ову престижну награду. У конкуренцији од преко 1.000 домаћих производа у 24 категорије, номиноване су најпознатије домаће компаније, које су грађани наградили гласовима за квалитет и посвећеност друштвено - одговорном пословању. 

## Продаја непокретности и изградња нових
Дунав осигурање је продало централу у центру Београда, у Македноској 4. предузећу Еуроцонс група Вршац доо. Предвиђено је да се централа пребаци у нови пословни простор на Прокопу, односно у Hyde Park City-ју. Такође, продат је хотел у центру Златибора Удружењу осигуравача Србије.
У најави је изградња пословне зграде у Јурија Гагарина, на Новом Београду.